# 손영기 (관료)
손영기(孫永琦, 1904년 ~ 1976년)는 일제강점기와 대한민국의 관료이다.

## 생애
일제 강점기에 경기도 장단군 군수를 지내는 등 조선총독부 소속 관료로 근무했으며, 광복 후에는 시흥군수, 농림부 양정국장과, 경기도지사 서리를 역임했다.
딸 손복남이 삼성그룹 창업자인 이병철의 장남 이맹희와 결혼하여 삼성가와 사돈이 된다. 손영기와 이병철은 본래 친분이 있어 자녀들이 어릴 때부터 장차 사돈을 맺기로 약속했었다는 이야기가 있다. 손영기는 이병철의 부인 박두을과 외가쪽으로 6촌 인척이기도 하다. CJ그룹의 이미경, 이재현 남매는 손복남-이맹희 부부의 아들 딸이므로 손영기에게는 외손주가 된다.
손영기는 공직 은퇴 후 사돈인 이병철의 영입으로 1961년 삼성화재의 전신인 안국화재의 경영을 맡았고, 손영기 사망 후 손복남은 최대 주주로, 아들인 손경식은 사장으로 안국화재를 물려받아 경영했다.
2008년 공개된 민족문제연구소의 친일인명사전 수록자 명단 중 관료 부문에 선정되었다.

## 참고자료
- 황호택 (2006년 9월 1일). “[황호택 기자가 만난 사람] ‘변혁의 리더’ 손경식 대한상의 회장 - “1인당 GDP 2008년 2만달러, 2014년 3만달러 가능””. 신동아. 408~423면. 2007년 12월 15일에 확인함.
- 조영주 (2006년 9월 1일). “이재현 그는 누구인가<상>[CJ 이재현의 글로벌 야망]”. 아시아경제신문. 2007년 12월 15일에 확인함.[깨진 링크(과거 내용 찾기)]
- 崔弘涉 기자 (2006년 1월 1일). “[뉴스의 인물] 孫京植 - 新任 대한상공회의소 회장”. 월간조선. 2007년 12월 15일에 확인함.